# Маринівська сільська рада (Біляївський район)
Мари́нівська сільська́ ра́да — колишня адміністративно-територіальна одиниця та орган місцевого самоврядування в Біляївському районі Одеської області. Адміністративний центр — село Маринівка.

## Загальні відомості
Маринівська сільська рада утворена в 1967 році.
- Територія ради: 68,8 км²
- Населення ради: 1 140 осіб (станом на 2001 рік)
- Водоймища на території, підпорядкованій даній раді: Хаджибейський лиман

## Населені пункти
Сільській раді підпорядковані населені пункти:
- с. Маринівка
- с. Берегове
- с. Нова Еметівка
- с. Стара Еметівка

## Населення
За переписом населення 2001 року в селі мешкала 1061 особа.

### Мова
Розподіл населення за рідною мовою за даними перепису 2001 року:
| Мова       | Відсоток |
| ---------- | -------- |
| українська | 83,42 %  |
| російська  | 15,26 %  |
| молдовська | 0,7 %    |
| вірменська | 0,35 %   |
| болгарська | 0,09 %   |

## Склад ради
Рада складалася з 16 депутатів та голови.
- Голова ради: Берлінський Павло Васильович
- Секретар ради: Смірнова Олена Володимирівна

### Керівний склад попередніх скликань
| Прізвище, ім'я, по батькові  | Основні відомості                                                         | Дата обрання | Дата звільнення |
| ---------------------------- | ------------------------------------------------------------------------- | ------------ | --------------- |
| Берлінський Павло Васильович | Сільський голова, 1959 року народження, освіта вища, безпартійний         | 26.03.2006   | 31.10.2010      |
| Берлінський Павло Васильович | Сільський голова, 1959 року народження, освіта вища, член Партії регіонів | 31.10.2010   | 25.10.2020      |

Примітка: таблиця складена за даними сайту Верховної Ради України

### Депутати
За результатами місцевих виборів 2010 року депутатами ради стали:

#### За суб'єктами висування
| Суб'єкт висування | Кількість обраних депутатів | %    |
| ----------------- | --------------------------- | ---- |
| Самовисування     | 10                          | 62,5 |
| Народна партія    | 3                           | 18,8 |
| Партія регіонів   | 3                           | 18,8 |

#### За округами
| № округу        | Прізвище, ім'я, по батькові     | Дата визнання обраним | Освіта             | Партійна приналежність                        | Відомості про обраного депутата                                                    |
| --------------- | ------------------------------- | --------------------- | ------------------ | --------------------------------------------- | ---------------------------------------------------------------------------------- |
| Народна Партія  |                                 |                       |                    |                                               |                                                                                    |
| 4               | Пашинський Олександр Денисович  | 05.11.2010            | середня            | позапартійний                                 | ДП «ДГ Покровське», завідувач МТФ                                                  |
| 6               | Волянський Олександр Михайлович | 05.11.2010            | середня            | член Народної партії                          | ДП «ДГ Покровське», головний агроном                                               |
| 14              | Грачов Павло Семенович          | 05.11.2010            | середня спеціальна | член Народної партії                          | ДП «ДГ Покровське», комірник                                                       |
| Партія регіонів |                                 |                       |                    |                                               |                                                                                    |
| 2               | Баранова Жанетта Василівна      | 05.11.2010            | вища               | член Партії регіонів                          | Маринівська сільська рада, секретар                                                |
| 5               | Павлюк Олег Михайлович          | 05.11.2010            | середня спеціальна | член Партії регіонів                          | ВАТ «Одеськешахтоуправління», майстер                                              |
| 12              | Нечипуренко Світлана Миколаївна | 05.11.2010            | середня спеціальна | член Партії регіонів                          | Маринівська сільська рада, касир — рахівник                                        |
| Самовисування   |                                 |                       |                    |                                               |                                                                                    |
| 1               | Мрук Микола Миколайович         | 05.11.2010            | вища               | позапартійний                                 | Південноукраїнський державний педагогічний університет ім. К. Ушинського, викладач |
| 3               | Смірнова Олена Володимирівна    | 05.11.2010            | вища               | позапартійна                                  | тимчасово не працює                                                                |
| 7               | Сташок Ольга Василівна          | 05.11.2010            | вища               | позапартійна                                  | тимчасово не працює                                                                |
| 8               | Биковський Андрій Дмитрович     | 05.11.2010            | середня            | позапартійний                                 | приватний підприємець                                                              |
| 9               | Іванішин Віталій Петрович       | 05.11.2010            | середня            | позапартійний                                 | тимчасово не працює                                                                |
| 10              | Мазуренко Віктор Васильович     | 05.11.2010            | середня спеціальна | позапартійний                                 | ТОВ «Керамісттрейд», робітник                                                      |
| 11              | Мазуренко Микола Васильович     | 05.11.2010            | середня спеціальна | позапартійний                                 | ТОВ «Панком-Юг» — Одеса, водій                                                     |
| 13              | Вербовецький Василь Дмитрович   | 05.11.2010            | вища               | позапартійний                                 | пенсіонер                                                                          |
| 15              | Варчук Михайло Васильович       | 05.11.2010            | середня спеціальна | член Всеукраїнського об'єднання «Батьківщина» | приватний підприємець                                                              |
| 16              | Мосюк Михайло Григорович        | 05.11.2010            | середня            | позапартійний                                 | пенсіонер                                                                          |